# Obrona Narodu
Obrona Narodu (cz. Obrana národa) – czeska organizacja konspiracyjna.
Organizacja konspiracyjna o charakterze wojskowym, założona w 1939, w początkowej fazie o nieskrystalizowanym obliczu politycznym. W latach 1939–1940 najliczniejsza formacja niekomunistycznego ruchu oporu w Czechach. 
ON zajmowała się gromadzeniem broni, przerzutem ludzi przez granicę, dostarczała informacji sojusznikom zachodnim (wywiad). W 1940 weszła w skład Centralnego Komitetu Krajowego Ruchu Oporu.

## Dowódcy Obrony Narodu
- gen. Josef Bílý (kwiecień 1939 – listopad 1940)
- gen. Bedřich Homola (listopad 1940 – grudzień 1941)
- gen. Zdeněk Novák (styczeń 1942 – czerwiec 1944)
- gen. bryg. František Bláha (czerwiec – listopad 1944)
- gen. František Slunečko (listopad 1944 – maj 1945)